# أليكس بليك (عازف جاز)
أليكس بليك (بالإنجليزية: Alex Blake) هو عازف جاز أمريكي، ولد في 21 ديسمبر 1951 في بنما.

## وصلات خارجية
- الموقع الرسمي
- أليكس بليك على موقع ميوزك برينز (الإنجليزية)
- أليكس بليك على موقع أول ميوزيك (الإنجليزية)
- أليكس بليك على موقع ديسكوغز (الإنجليزية)